# Cappella di Santa Marta
La Cappella di Santa Marta è un edificio situato nel comune di Cinigiano. La sua ubicazione è nella parte sud-occidentale del territorio comunale, presso il Castello di Colle Massari, ove risulta incorporata nel relativo complesso architettonico.
L'edificio religioso è ubicato all'interno di una porzione di un'ala del castello, la cui struttura è risalente all'inizio del Trecento; la piccola chiesa fu tuttavia costruita nel corso del Seicento in sostituzione della vicina e più antica Pieve di Sant'Ippolito a Martura, che già all'epoca risultava in rovina.
La cappella è a pianta rettangolare, con l'interno costituito da un'unica navata. Dal cortile del castello è possibile accedervi attraverso un portale d'ingresso ligneo modanato di forma rettangolare. La porzione del complesso al cui interno si articola il luogo di culto è riconoscibile per la presenza di un caratteristico campanile a vela, con un'unica cella campanaria, che si eleva poggiando sul tetto di copertura in posizione leggermente defilata rispetto al sottostante portale d'ingresso.